# Le Tigre (album)
Pour les articles homonymes, voir Tigre (homonymie).
Albums de Le Tigre
Feminist Sweepstakes
(2001)
Le Tigre est le premier album du groupe éponyme, sorti en 1999,.

## L'album
Le titre Deceptacon apparait en 2006 dans le film Reprise. L'album fait partie des 1001 albums qu'il faut avoir écoutés dans sa vie.

### Titres
Tous les titres sont crédités au nom du groupe. 
1. Deceptacon (3:04)
2. Hot Topic (3:44)
3. What's Yr Take on Cassavetes (2:22)
4. The Empty (2:04)
5. Phanta (3:14)
6. Eau d'Bedroom Dancing (2:55)
7. Let's Run (2:34)
8. My My Metrocard (3:07)
9. Friendship Station (3:04)
10. Slideshow at Free University (2:48)
11. Dude, Yr So Crazy! (3:26)
12. Les and Ray (2:06)

### Musiciens
- Sadie Benning : percussions
- Suzanne Dyer : mixage
- Johanna Fateman :	basse
- Kathleen Hanna :	voix, guitares
- Chris Stamey : voix